# 平田村 (静岡県)
平田村（ひらたむら）は静岡県の西部、城東郡・小笠郡に属していた村である。現在の菊川市南西部、菊川中流左岸域にあたる。

## 地理
- 河川：菊川

## 歴史
- 1889年（明治22年）4月1日 - 町村制の施行により、下平川村、堂山新田、嶺田村、上平川村が合併して城東郡平田村が発足。
- 1896年（明治29年）4月1日 - 郡制の施行により所属郡が小笠郡に変更。
- 1954年（昭和29年）3月31日 - 小笠村・南山村と合併して小笠町が発足。

## 交通

### 鉄道路線
- 堀之内軌道（1899年 - 1935年）
  - 堀之内軌道線
    - 上平川駅 - 城山下駅 - 平田駅 - 橋本駅